# Berolina

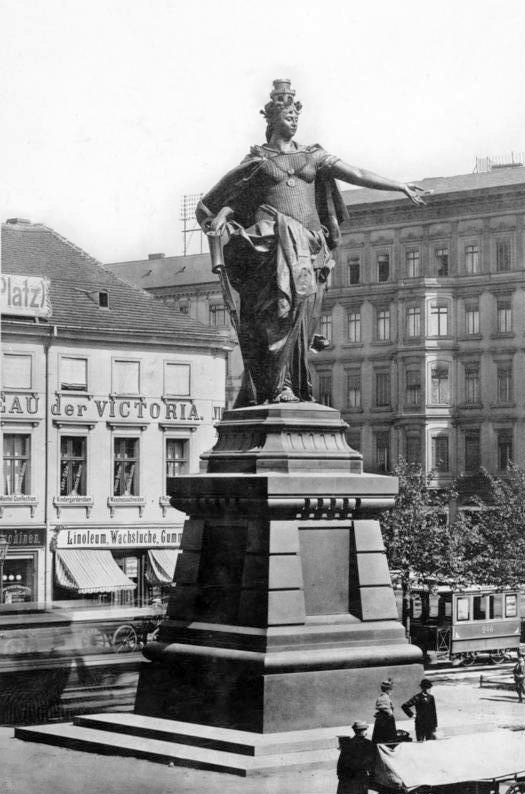
Berolina auf dem Alexanderplatz, um 1900

Berolina (von lateinisch Berolinum) ist der Name für die Personifikation der Stadt Berlin. Das bekannteste Bildnis einer Berolina ist die 1895 enthüllte Statue von Emil Hundrieser, die bis 1942 auf dem Berliner Alexanderplatz stand.

## Vorgeschichte

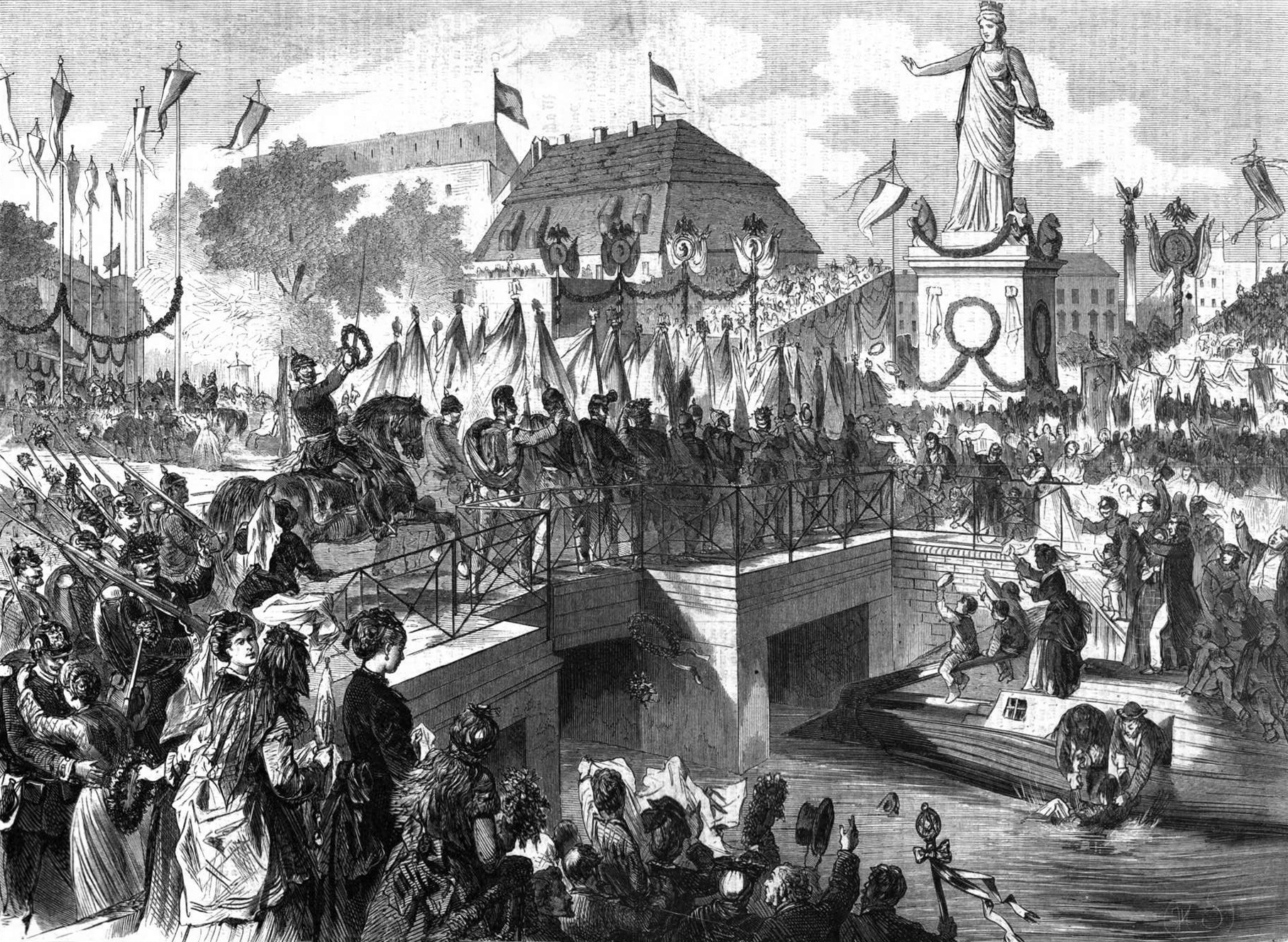
Erste Berolina auf dem Belle-Alliance-Platz, 1871

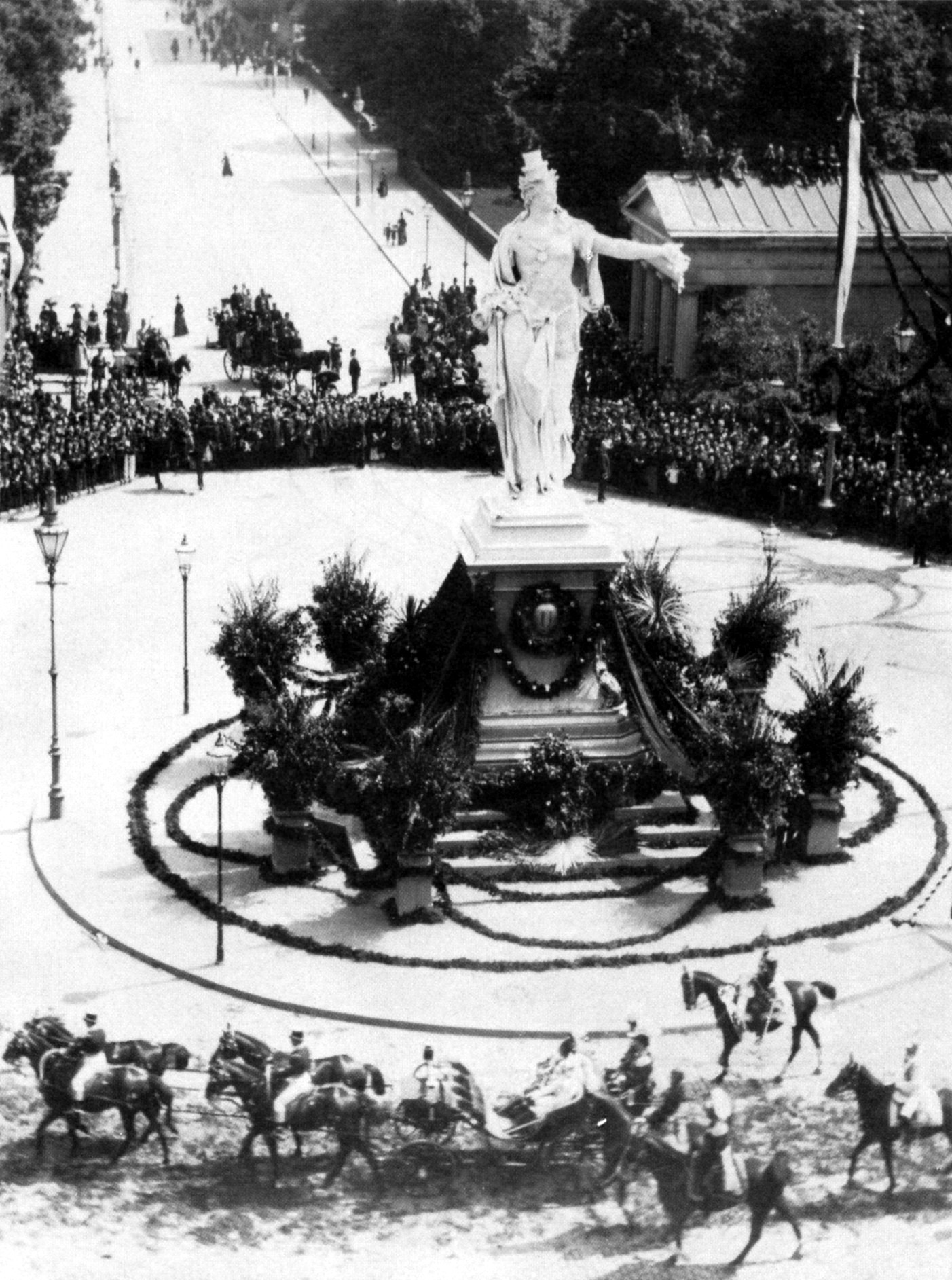
Zweite Berolina auf dem Potsdamer Platz, 1889

Kaiser Wilhelm I. ließ 1871 auf dem Belle-Alliance-Platz zum Einzug der im Deutsch-Französischen Krieg siegreichen Truppen eine elf Meter hohe Berolina als Schmuck aufstellen.
Eine weitere Berolina als kurzfristigen Festschmuck für den Potsdamer Platz entwarf Emil Hundrieser gemeinsam mit Michel Lock anlässlich des Besuchs des Königs Umberto von Italien im Jahr 1889. Die 7,55 Meter hohe Figur wurde in Gips hergestellt und zeigte eine Frau mit Eichenkranz. Vorlage soll ein Gemälde aus dem Roten Rathaus gewesen sein, das die Berliner Schustertochter Anna Sasse darstellte.

## Berolina auf dem Alexanderplatz

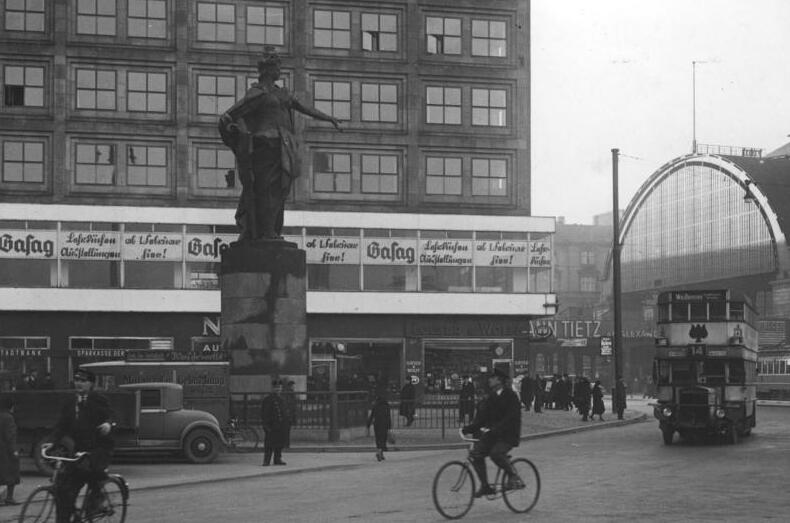
Dritte Berolina nach der Versetzung vor das Alexanderhaus im Jahr 1933 (Foto von 1937)

Schließlich veränderte Emil Hundrieser den Entwurf leicht. Diese vom Kunstschmied Friedrich Peters in Kupfer getriebene Berolina-Statue wurde am 17. Dezember 1895 vor dem „du Trosselschen Haus“ in der Alexanderstraße 70 enthüllt, das 1904 dem Warenhaus Tietz weichen musste. Während der Novemberrevolution 1918 wurde die Figur beschädigt und kurzzeitig in Treptow repariert. Anfang 1927 musste sie den Bauarbeiten der U-Bahn weichen. Nachdem der Magistrat die Statue eigentlich nicht hatte wiedererrichten wollen, da sie zu sehr an die Wilhelminische Zeit erinnerte, wurde sie auf Drängen der Berliner Bürger und Presse im Dezember 1933 vor dem Alexanderhaus auf einem schlichteren Sockel erneut aufgestellt. Am 26. August 1942 wurde die Statue schließlich endgültig abgebaut und, nachdem sie zuletzt auf dem Neuköllner Güterbahnhof gesehen worden war, vermutlich zu Kriegszwecken eingeschmolzen. Der Sockel wurde 1958 entfernt. Er soll laut Zeitzeugen am Müggelturm zusammen mit anderem Schutt vergraben worden sein.
Die 7,50 Meter hohe Berolina-Figur aus Kupfer stand auf einem 6,25 Meter hohen Sockel aus rotem schwedischen Granit. Mit der rechten Hand hielt sie das Berliner Stadtwappen, mit der linken wies sie – laut Heinrich Zille – auf eine nahegelegene Bedürfnisanstalt. Auf ihrem Kopf trug sie die städtische Mauerkrone. Im Märkischen Museum befindet sich ein verkleinertes Modell der Berolina-Statue. Von den Berlinern wurde die fünf Tonnen schwere Figur liebevoll „Bärenlina“ genannt. Alfred Döblin beschrieb die Statue in seinem 1929 veröffentlichten Roman Berlin Alexanderplatz:

„Alles ist mit Brettern belegt. Die Berolina stand vor Tietz, eine Hand ausgestreckt, war ein kolossales Weib, die haben sie weggeschleppt. Vielleicht schmelzen sie sie ein und machen Medaillen draus.“

Zur Wiedererrichtung des Berolina-Standbilds wurde im Jahr 2000 der Förderverein zur Wiedererstellung und Pflege der Berolina e. V. gegründet. Laut Förderverein hat sich bereits ein Unternehmer gefunden, der ihren Wiederaufbau finanzieren würde.

## Rezeption
Viele Berliner Firmen führen den Namen Berolina, und es gab in der Vergangenheit zahlreiche Sendungen im Rundfunk und Fernsehen, bei denen auf die Berolina Bezug genommen wurde. Berolina ist außerdem der Rufname der Einsatzleitzentrale der Berliner Polizei sowie Namensbestandteil des Schachvereins Berolina Mitte und der Fußballvereine Berolina Stralau und Berolina Mitte. Ein nach Entwürfen von Peter Behrens 1929–1932 errichteter Bürobau am Alexanderplatz erhielt wegen seiner Nähe zur Berolina-Statue den Namen Berolinahaus.
In den 1980er Jahren gab es den Fernsehmusikpreis Berolina von ARD, ZDF und ORF, der in einer von Thomas Gottschalk moderierten TV-Show am 27. August 1987 an 15 Musiker und Bands verliehen wurde. Preisträger waren Falco, Münchener Freiheit, a-ha, Juliane Werding, Joe Cocker, Jennifer Rush, Peter Maffay, Engelbert, Chris de Burgh, Erste Allgemeine Verunsicherung, Tina Turner, David Bowie, ZZ Top, Clowns & Helden und Udo Jürgens.
Darüber hinaus gibt es viele Lieder, Gedichte, Songs und Theaterstücke, beispielsweise von Kurt Tucholsky und Günter Neumann. Der SFB benannte eine Rundfunksendung Rund um die Berolina (Februar 1948 bis November 2005, u. a. mit Ulli Herzog und Alexander von Bentheim).
Die historische Berolina gilt als Symbol der Berliner Frauenbewegung.